# ماساكي اوكادا
ماساكي اوكادا (باليابانية: 岡田 将生) هو ممثل ياباني، ولد في 15 أغسطس 1989 بطوكيو في اليابان.

## أعمال

### افلام
- نسيم لطيف على القرية (2007)

### مسلسلات
- ليغل هاي

## وصلات خارجية
- ماساكي اوكادا على موقع IMDb (الإنجليزية)
- ماساكي اوكادا على موقع ألو سيني (الفرنسية)
- ماساكي اوكادا على موقع ميوزك برينز (الإنجليزية)
- ماساكي اوكادا على موقع أول موفي (الإنجليزية)
- ماساكي اوكادا على موقع ديسكوغز (الإنجليزية)
- ماساكي اوكادا على موقع قاعدة بيانات الفيلم (الإنجليزية)
- ماساكي اوكادا على موقع ANN person (الإنجليزية)